# White Watson

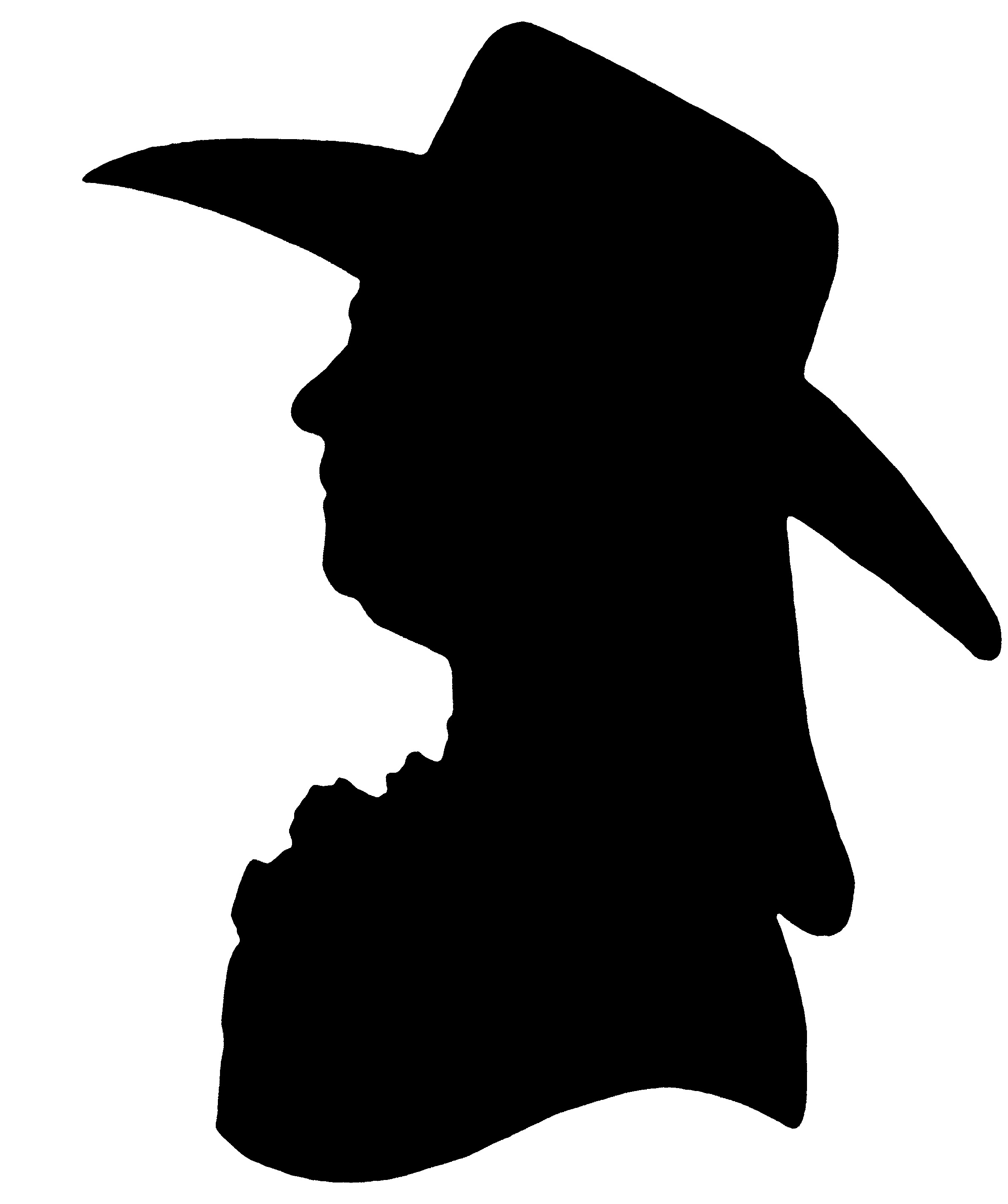
White Watson, Selbstporträt

White Watson (* 10. April 1760 in Whiteley Woods bei Ecclesall; † 8. August 1835 in Bakewell (Derbyshire)) war ein britischer Geologe, Mineralienhändler, Naturforscher, Bildhauer und Steinmetz.
Sein Vater Samuel Watson stellte Mühlsteine in Baslow, Derbyshire, her, sein Großvater und Urgroßvater gleichen Namens waren als Steinmetze beim Bau von Chatsworth House beschäftigt. Er sammelte schon als Kind Mineralien und Fossilien, die er auch über den Laden seines Onkels verkaufte, der einen Wassermühle zum Schneiden von Marmor besaß (besonders für Schwarzen Marmor aus Ashford-in-the-Water in Derbyshire, Ashford Black Marble) und mit diesem handelte. Er verkaufte auch Blue John Fluorit aus der Gegend. White Watson verließ mit 14 Jahren die Schule und wurde Lehrling bei seinem Onkel und war dann in dessen Geschäft. Außerdem arbeitete er als Steinmetz und Bildhauer. Nach dem Tod seines Onkels Henry 1786 hatte er sein eigenes Geschäft als Steinmetz für Grabsteine und Kirchen und Händler von Fossilien und Mineralien in Bakewell, wo er auch seine Funde ausstellte. 1798 gestaltete er eine Kristallgrotte in Chatsworth House, die mit Fossilien ausgestaltet war (sie ist in den 1830er Jahren ersetzt worden). Er hatte einen guten Ruf als Naturforscher und wurde von Persönlichkeiten wie Joseph Banks, Erasmus Darwin,  William Buckland, James Sowerby und Alexandre Brongniart besucht.  Er katalogisierte die Mineraliensammlung von Georgiana, Herzogin von Devonshire (1799), und erweiterte diese.
Angeregt durch lokale geologische Profile von John Whitehurst (1782) stellte Watson ebenfalls geologische Profile her, die er sogar mit den Originalgesteinen als Schaubild fertigte (1785). Er fertigte davon rund hundert Stück an mit erklärendem Beiblatt. Einige sind noch erhalten, zum Beispiel im Derby Museum and Art Gallery, British Museum, in Chatsworth House, im Manchester und Leicester Museum sowie im Oxford University Museum. Insbesondere fertigte er 1808 ein Profil von Derbyshire von Buxton (Derbyshire) bis Bulsover.

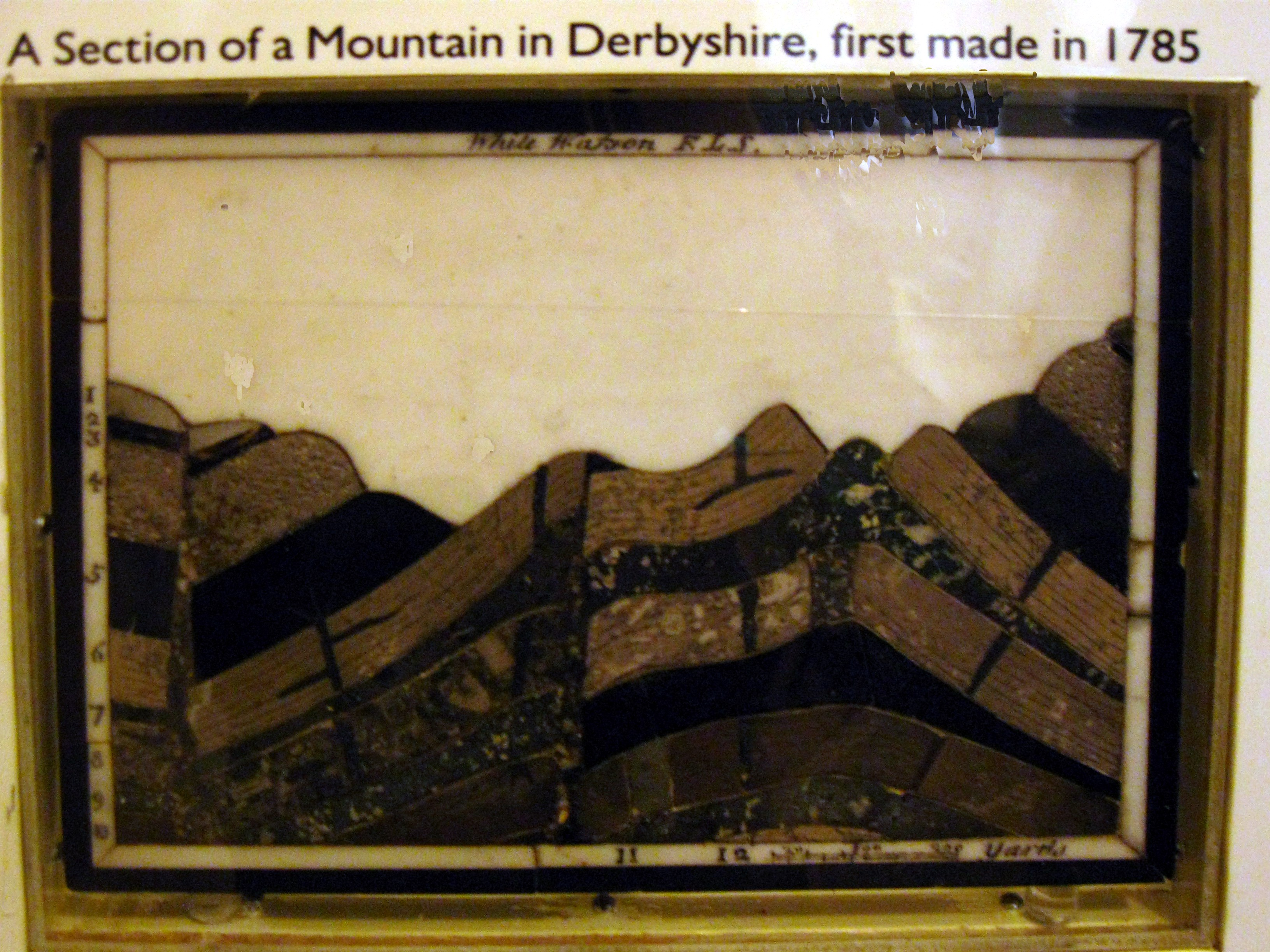
Geologisches Profil von White Watson

Mit William Martin plante er Anfang der 1790er Jahre ein Buch über Fossilien in Derbyshire und schrieb dazu Texte, zerstritt sich aber mit diesem, als dieser auf eigene Faust publizierte. Dabei verwendete er Texte von Watson, erwähnte diesen in seinem Buch aber kaum.
1795 wurde er Fellow der Linnean Society of London. Ferner war er Mitglied der Derby Philosophical Society und der British Mineralogical Society.
1808 heiratete er Ann Thorpe, die 1825 starb.

## Schriften
- A Delineation of the Strata of Derbyshire. Sheffield 1811, Nachdruck Little Haywood, Staffordshire: Moorland Reprints 1973 (Herausgeber Trevor D. Ford)